# U型テレビ
『U型テレビ』（ゆうがたテレビ）は、フジテレビ系列の北海道文化放送（UHB）にて2011年4月4日から2014年3月28日まで、毎週月曜日から金曜日の夕方に放送されていた日本の大型ローカルワイド番組。

## 概要
2011年3月まで、道内で放送されている夕方ワイド番組は札幌テレビ放送（STV）の『どさんこワイド179』と北海道テレビ放送（HTB）の『イチオシ!』、北海道放送（HBC）の『グッチーの 今日ドキッ!』の3番組で、これらの番組は激しい視聴率争いを繰り広げていた。
一方、UHBは1989年10月2日から1994年9月30日までの5年間、『TVポテトジャーナル』（1993年10月1日から1年間は『ポテト』）という夕方ワイド番組を放送していたことがある。その後はドラマ再放送やキー局制作の『スーパーニュース』 を放送していたが、前出3番組の激しい視聴率争いを横目に、夕方ワイド番組を復活させる機運が高まり、『情報プレゼンター とくダネ!』などでリポーターとして活躍していた大村正樹を番組の顔に迎え、16年半ぶりに夕方ワイド番組を立ち上げることが2010年12月14日に明らかになった。
その後、2010年12月24日から年内は夕方ワイド番組復活を伝えるCMを放送、2011年1月1日からは番組名を『U型テレビ』であると発表するCMを放送していた。
番組放送中に連動データ放送を活用し、『きょうのキブン』と題して番組中で取り上げた話題や流行、季節の話題に関して2 - 4つの解答の選択肢から最も共感する解答を視聴者に答えてもらうアンケートを実施している。またアンケート結果は番組の中盤やエンディングで発表される。
当番組は開始当初、既出の他局夕方ワイド3番組の生活情報中心スタイルとは一線を画し、政治・社会問題等の時事情報を中心に扱うワイドショースタイルをとって差別化を図っていたが、生活情報やグルメ情報を扱うコーナーを開始した他、一部コーナーの廃止・入れ替えやスタジオのキャスター・ゲストコメンテーターの配置の入れ替え等の小規模なテコ入れがなされている。
当番組の開始に伴い、北海道では15:55 - 16:53 に自社製作の情報ワイドが4番組並列することになり、全国的にみても異例の地区になっていた。
2014年3月28日をもって本番組および午前帯の『さあ!トークだよ』は終了し、翌週3月31日よりUHBのローカルワイド帯番組が平日午後から夕方にかけた編成に移行。14:00 - 14:55で水野アナと『さあ!トークだよ』のキャスターだった加藤寛が司会を務める『U型ライブEXPRESS』、再放送を挟み15:45 - 16:40で大村正樹が司会を務める『U型ライブ』、16:40 - 19:00で『FNNスーパーニュース』を内包したローカル報道番組『Super NEWS U』が編成された。しかし『 - EXPRESS』はわずか半年で終了したため、2014年10月～2015年3月までは特に14時台がドラマ再放送枠となっていた。

## 番組名の由来
1. あなた（You）の「U」
2. 夕方の「U」
3. UHBの「U」[4]

以上3つの「U」にちなんでいる。

## 出演者

### キャスター
- 大村正樹（フリーアナウンサー） - メインキャスター
- 水野悠希（UHBアナウンサー:当時）
- 八木隆太郎（UHBアナウンサー） - 「芸能もぎたて100%」進行を兼任。

### ゲストコメンテーター
月曜日
- 上杉隆（ジャーナリスト）
- 上杉が不在の時は、週替わりで1～2人

火曜日
- 金村曉（野球評論家・スポーツキャスター、2013年6月から[5]） - 「サタすぽ」ではMCとしても出演。
- 北川久仁子（タレント・ラジオパーソナリティー）
- 金村・北川が不在の時は、週替わりで1～2人

水曜日
- 井上美香（ライター）
- 井上が不在の時は、週替わりで1～2人

木曜日
- 小菅正夫（北海道大学客員教授・旭山動物園前園長）
- 小菅正夫が不在の時は、週替わりで1～2人

金曜日
- 田中雅美（スポーツコメンテーター・元競泳日本代表）[6]
- 高橋純二（uhb解説委員室長、2013年7月から不定期出演。[7]）- 「さあ!トークだよ」のMCや道新休刊日のみ放送される「道新テレビ朝刊」（「早おき!てれび めざまし北海道」内）にも出演。
- 田中・高橋が不在の時は、週替わりで1～3人

以上の人物の他にも、放送当日に扱う話題に沿った専門家などが出演することもある。

### ニュースキャスター
- 松本裕子（「uhbスーパーニュース」メインキャスター）

### お天気キャスター
- 菅井貴子（気象予報士）

### スポーツキャスター
中野、廣岡、中村はUHBアナウンサー。
- 中野涼子
- 廣岡俊光
- 中村剛大

### コーナー担当 / リポーター
- 石井雅子
- 遠藤麗奈
- 篠原巨樹
- 石黒佳奈
- 遠藤雅
- 柴田美和
- 鈴木ありさ（2013年3月までは鈴木亜梨沙として出演）
- 高遠智子（料理研究家）
- 染井明希子（UHBアナウンサー、水曜「U型ダンスバトル」・金曜「生中継コーナー」）

## 過去の出演者

### ゲストコメンテーター
- 谷村志穂（小説家、2011年9月まで）
- アイシス・ティミンスキー・ペレズ（キャスター・ラジオパーソナリティー・DJ・画家、2011年9月まで）
- 内藤大助（プロボクサー、2012年3月まで）
- 里田まい（タレント、2012年3月21日まで）
- 井筒和幸（映画監督、2012年3月28日まで）
- 山崎元（経済評論家、2012年3月30日まで）
- そら（絵本作家・イラストレーター、2012年3月30日まで）
- 磯田憲一（元北海道副知事、2012年3月まで）
- 金子哲雄（流通ジャーナリスト、2012年3月まで）
- 藤本美貴（タレント、産休の為、2012年3月まで）
- 竹田圭吾（ニューズウイーク日本版編集長、2013年3月まで）

### コーナー担当 / リポーター
- 佐藤綾里（「アンジェラ佐藤」名義で出演、2011年9月まで）
- tsukasa（モデル、2011年9月まで）
- 箕輪直人（タレント、2012年3月まで）
- 栗山麗美（UHBアナウンサー、「U型Sports」→「燃えすぽ!」、2013年3月まで）
- 渡部姉妹（渡部明美、渡部真弓）（イメージコンサルタント、火曜「渡部姉妹のビジョテク!」、2013年9月まで）
- 小菅晴香（UHBアナウンサー、木曜「ひねくれ調査団」・金曜「生中継コーナー」、2013年9月まで）
- 神田山陽 （講談師、木曜「ひねくれ調査団」、2013年9月まで）
- 森岡真一郎（サンケイスポーツ文化報道部編集委員、金曜「森岡真一郎の週刊芸能まるかじり」、2013年9月まで）

## テーマ曲

### メインテーマ
- DAISHI DANCE「Beautiful This Earth（EXTENDED PIANO mix） feat. 麻衣」（3rdアルバム「Spectacle.」収録、2011年4月4日 - 2012年3月30日）
- FreeTEMPO「SUNSHINE FEAT. BIRD」（2ndアルバム「Sounds」収録、2012年4月2日 - 2014年3月28日）

### エンディングテーマ
- TRIPLANE
  - 「North Road 〜夕陽を集めて〜」（ミニアルバム「イチバンボシ」収録、2011年4月4日 - 7月1日）
  - 「イチバンボシ」（ミニアルバム「イチバンボシ」収録、2011年7月4日 - 9月30日）
  - 「麦色」（5thアルバム「V」収録、2011年10月3日 - 12月26日）
  - 「雪のアスタリスク」（5thアルバム「V」収録、2012年1月4日 - 3月30日）
- 井手綾香「ヒカリ」（2ndシングル、2012年4月2日 - 2012年12月）
- LOVERSSOUL「ハルニレ」（2012年6月 - 2012年7月）
- RAM WIRE「きぼうのうた」（アルバム「ほどく」収録、2013年4月 - 2013年8月）
- ケラケラ「友達のフリ」（2013年9月）
- 塩ノ谷早耶香「Snow Flakes Love」（2013年10月 - 2013年12月）

## 備考
- 2011年3月12日に開通したさっぽろ駅と大通駅を地下で繋ぐ札幌駅前通地下歩行空間の大通駅側入口に巨大番組広告が設置されていた。またUHB本社壁面や大通駅側入口コンコースの横に『のりゆきのトークDE北海道』と『U型テレビ』が並んだポスターも掲示されていた。
- 2011年3月14日 - 3月31日の月曜から木曜12:55 - 13:00にAIR-G'で番組宣伝を兼ねたミニ番組「大村正樹のここだけの話」が放送された。内容は交友のある友人に関するエピソードで、最後に番組宣伝をして締めるものであった。
- 初代オープニングで使われていたアニメは、公共広告「あいさつの魔法。」を制作した東急エージェンシー北海道支社および株式会社モーニングが手がけたものであった。
- 番組で使用されているセットは、シェアハウスをイメージして作られた。
- 2012年7月11日はキリンチャレンジカップ「ロンドンオリンピックサッカー女子日本代表&U-23サッカー日本代表壮行試合」ダブルヘッダー（国立競技場）開催に伴い、UHBスーパーニュース（全国ニュース枠のFNNスーパーニュースを含む）が通常の17:54-19:00から15:52-16:53に移動する関係上、本番組自体休止。年末年始以外での本番組休止は報道特番を除けば初のケースとなる。
- 2013年9月2日に放送した突風によりけが人が発生したニュースで東京都に「埼玉県越谷市」、神奈川県に「東京都」と地名を誤って表示した。